# تیراندازی با کمان ترکی

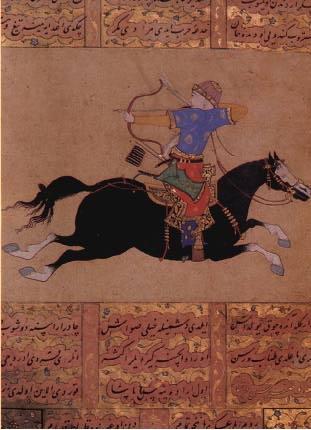

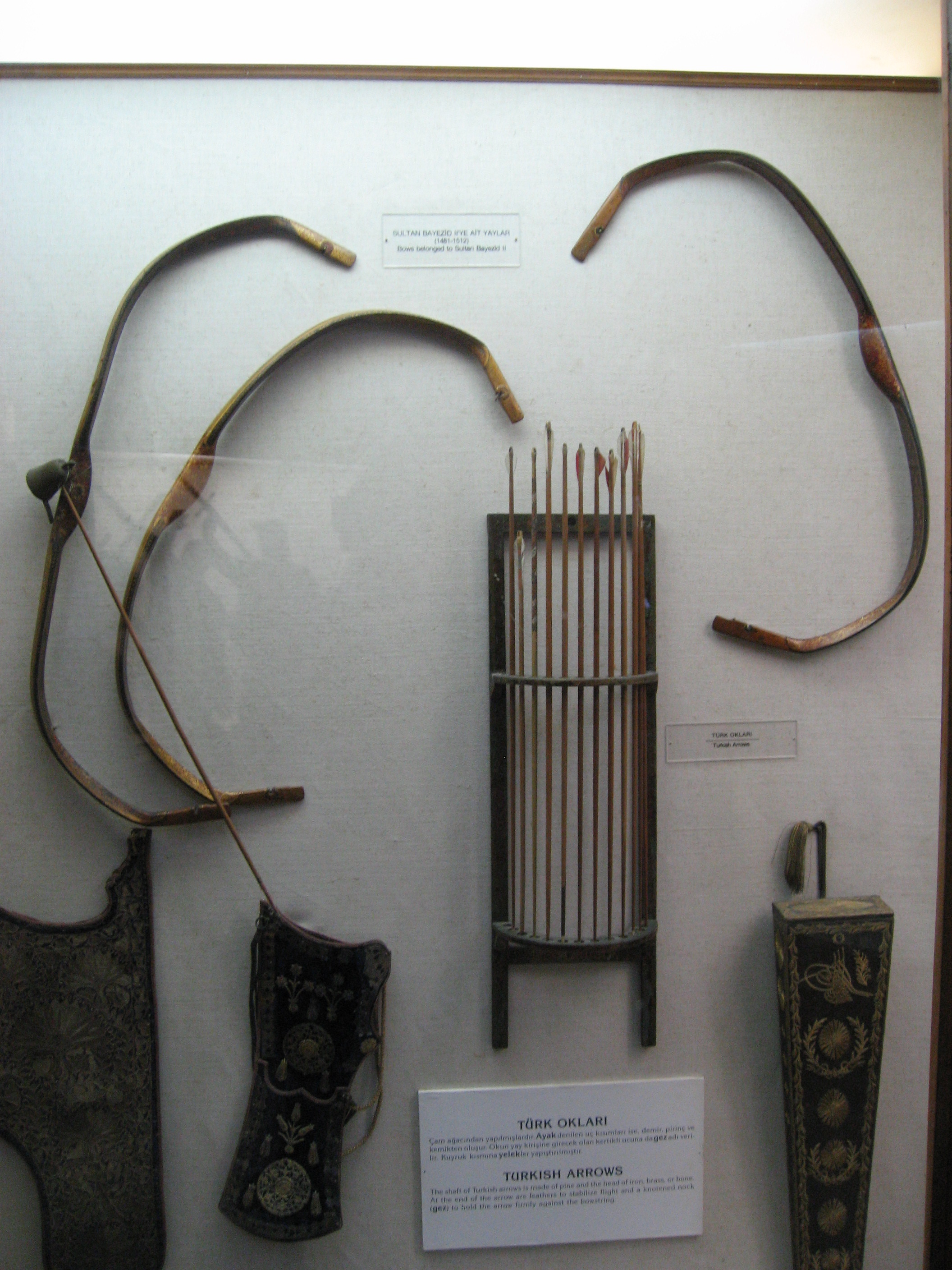

تیراندازی با کمان تُرکی (به انگلیسی: Turkish archery) شیوه‌ای از تیراندازی با کمان است که بیشتر در امپراتوری عثمانی توسعه یافته، اگرچه ریشه آن به استپ‌های آسیای مرکزی در هزاره دوم قبل از میلاد برمی‌گردد. تیراندازی با کمان سنتی ترکی توسط کمیته بین‌المللی حفاظت از میراث فرهنگی ناملموس یونسکو در سال ۲۰۱۹ در لیست نماینده میراث فرهنگی ناملموس بشریت ثبت شده‌است.

## تاریخچه

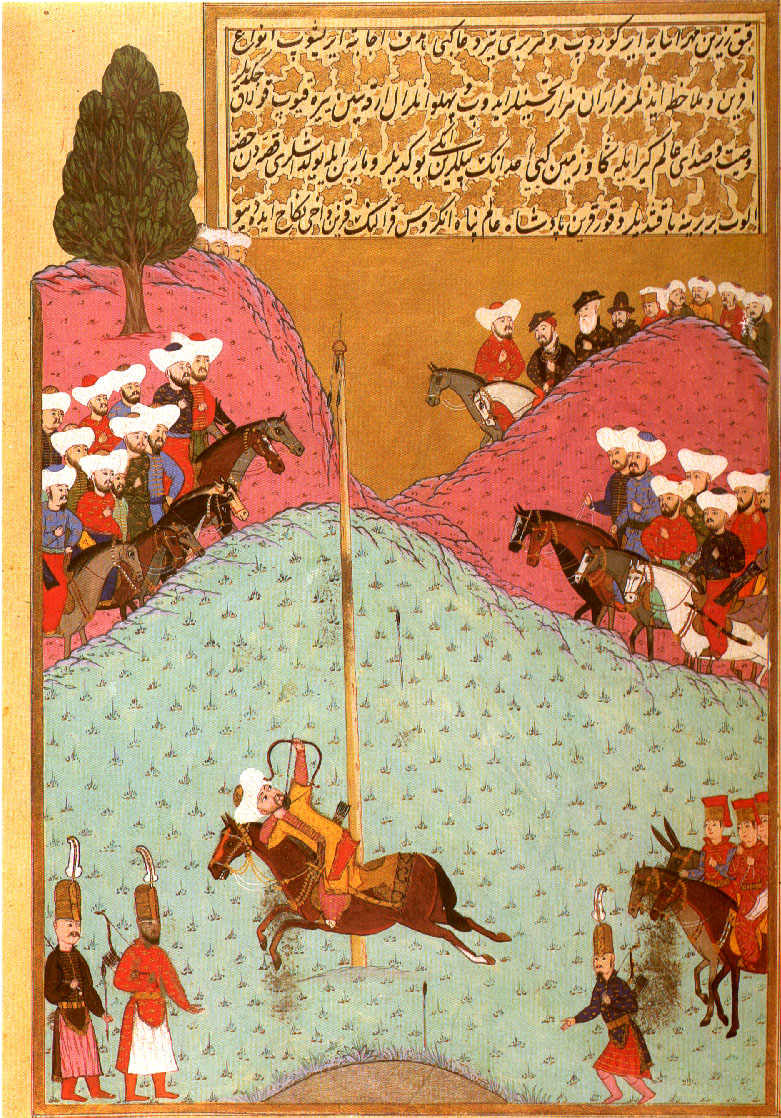
سلطان مراد دوم در حال تمرین تیراندازی

سالهاست که برتری کمان‌های تُرک از سوابق تاریخی قابل مشاهده است. در سال ۱۹۱۰ مسابقه تیراندازی با کمان در فرانسه برگزار شد، جایی که اینگو سیمون توانست با استفاده از کمان ترکیبی ترکی که به نیروی ۴۴ نیوتن یا ۹۹ پوند نیاز دارد یک تیر را تا مسافت ۴۳۴ متر شلیک کند. تا پیش از نبرد لپانتو به‌طور عمده تیراندازی با کمان انجام می‌شد، و کمانداران تُرک در سلاح‌هایی تخصص داشتند که مخصوصاً برای انتقال سرعت زیاد به تیرهای سبک بسیار مناسب بودند. ورزش تیراندازی با کمان تا زمان حکمرانی سلطان محمود دوم که تلاش زیادی برای احیای آن انجام داد، به تدریج کاهش یافت. وی همچنین به شاگرد تیراندازی خود (مصطفی کنی) دستور داد تا کتابی در مورد تاریخ ساخت و استفاده از این کمان‌ها بنویسد، که بیشتر آن چیزی است که در حال حاضر در مورد تیراندازی تُرکی معروف است.

## تکنیک
مانند بسیاری دیگر از سبک‌های تیراندازی با کمان شرقی، تیراندازی با کمان ترکی با استفاده از نوعی چنگ زدن به نام «ماندال» از «کشش شست» استفاده می‌کند. این چنگ در حالتی که تیرانداز روی اسب باشد یا از زاویه غیرمعمول شلیک کند، مانع از افتادن تیر می‌شود. این کشش نسبتاً کوتاه است، معمولاً زیر چانه یا گونه، در مقایسه با سبک‌های تیراندازی با کمان در چین یا ژاپن که جک از بالای سر کشیده می‌شود. وقتی تیر رها می‌شود، بازوی کشش به جای ثابت نگه داشتن بازو به عقب ثابت نگه داشته می‌شود. کمانداران تُرک چندین تکنیک منحصر به فرد برای کمک به نبردها ایجاد کردند. یکی از این روش‌ها این بود که چندین پیکان را در بین انگشتان دست نگه‌می‌داشتند، و این به کمان‌دار اجازه می‌داد به سرعت و پشت سر هم تیراندازی کند.